# Up the Hill Backwards
«Up the Hill Backwards» — песня Дэвида Боуи из альбома «Scary Monsters (and Super Creeps)». Кроме того, она была издана в качестве четвертого сингла из этого альбома, в марте 1981 года. Он должен был стать последним синглом Боуи, на лейбле RCA Records и в ознаменование этого факта, в Великобритании лейбл выпустил некоторые из синглов с ярлыком RCA старого стиля - оранжевого цвета, вместо обычного чёрного.
Лирически, песня часто рассматривается как комментарий музыканта относительно общественного освещения его развода с Анджелой Боуи, это одна из немногих композиций в альбоме которая размышляет об обеих гранях статуса знаменитости. Песню также интерпретировали, как мужественную встречу кризиса певцом, в целом.  Как и на предыдущем сингле, «Scary Monsters (and Super Creeps)», на этой композиции Тони Висконти играет на акустической гитаре.
Сторона «Б» - инструментальная композиция «Crystal Japan», была записана в 1980 году для японской рекламы саке Crystal Jun Rock, в которой также демонстрировалось появление Боуи. «Teenage Wildlife» первоначально была задумана как Сторона «Б» для этого сингла, пока Боуи не узнал, что фанаты раритетов платили пошлину за ввоз импортного сингла «Crystal Japan», и настоял на том, чтобы трек был издан на территории Великобритании.
Некоммерческий характер сингла, в сочетании с песней, которая была доступна в альбоме в течение последних шести месяцев, стали результатом невысокой позиции в чартах, он достиг лишь 32 строчки.
В США RCA выпустил только 12-дюймовый сингл, который продавался вместе с набором из 36 марок, дизайном которых занимался сам Дэвид. На марках были изображены фотографии Боуи в костюме Пьеро (как видно на обложке), в разных позах, как будто раскрашенные карандашами, также эти марки уже были на раннем издании сингла «Ashes to Ashes» в Великобритании.

## Список композиций
1. «Up the Hill Backwards» (Дэвид Боуи) — 3:14
2. «Crystal Japan» (Дэвид Боуи) — 3:10

## Участники записи
- Музыканты:
  - Дэвид Боуи: вокал, клавишные
  - Роберт Фрипп: гитара
  - Джордж Мюррей: бас
  - Деннис Дэвис: ударные

Британская обложка сингла

  - Тони Висконти: акустическая гитара
  - Рой Биттэн: фортепиано
- Продюсеры:
  - Тони Висконти
  - Дэвид Боуи

## Концертные версии
Песня исполнялась во время тура Glass Spider и появилась на соответствующем концертном видео и компакт-диске. Как правило, это песня открывала концерт, Карлос Аломар играл соло на гитаре, на фоне возгласов «shut up». Танцевальная труппа начинала короткий разговор заканчивается фразой «неправильные вещи», которую они начинали скандировать. Затем, Боуи появлялся из верхней части сцены и начинал говорить введение песни «Glass Spider».

## Другие издания
- Композиция была стороной «Б» на французском издание сингла «Scary Monsters (and Super Creeps)», в январе 1981 года.
- Бокс-сет Sound and Vision содержит эту песню.
- Композиция присутствует на сборнике The Best of David Bowie 1980/1987.
- Две немного отличающиеся студийные демоверсии, присутствуют на бутлеге Vampires of Human Flesh.